# Пашково (Яшкинський округ)
Пашко́во (рос. Пашково) — село у складі Яшкинського округу Кемеровської області, Росія.

## Населення
Населення — 907 осіб (2010; 1094 у 2002).
Національний склад (станом на 2002 рік):
- росіяни — 95 %